# Алгодоунс (Нью-Мексико)
Алгодоунс (англ. Algodones) — переписна місцевість (CDP) в США, в окрузі Сандовал штату Нью-Мексико. Населення — 720 осіб (2020).

## Географія
Алгодоунс розташований за координатами 35°22′48″ пн. ш. 106°28′28″ зх. д. / 35.38000° пн. ш. 106.47444° зх. д. (35.379879, -106.474324).  За даними Бюро перепису населення США в 2010 році переписна місцевість мала площу 18,84 км², з яких 18,61 км² — суходіл та 0,24 км² — водойми.

## Демографія
Згідно з переписом 2010 року, у переписній місцевості мешкало 814 осіб у 271 домогосподарстві у складі 198 родин. Густота населення становила 43 особи/км².  Було 303 помешкання (16/км²).
Расовий склад населення:
| - 49,5 % — білих - 13,9 % — корінних американців - 0,9 % — азіатів - 0,4 % — чорних або афроамериканців - 32,3 % — осіб інших рас |

До двох чи більше рас належало 3,1 %. Частка іспаномовних становила 62,9 % від усіх жителів.
За віковим діапазоном населення розподілялося таким чином: 26,8 % — особи молодші 18 років, 62,3 % — особи у віці 18—64 років, 10,9 % — особи у віці 65 років та старші. Медіана віку мешканця становила 38,1 року. На 100 осіб жіночої статі у переписній місцевості припадало 96,6 чоловіків;  на 100 жінок у віці від 18 років та старших — 92,9 чоловіків також старших 18 років.
Середній дохід на одне домашнє господарство  становив 72 599 доларів США (медіана — 46 250), а середній дохід на одну сім'ю — 84 034 долари (медіана — 54 583). Медіана доходів становила 43 750 доларів для чоловіків та 34 375 доларів для жінок. За межею бідності перебувало 7,3 % осіб, у тому числі 1,9 % дітей у віці до 18 років та 12,4 % осіб у віці 65 років та старших.
Цивільне працевлаштоване населення становило 370 осіб. Основні галузі зайнятості: публічна адміністрація — 15,7 %, мистецтво, розваги та відпочинок — 15,1 %, науковці, спеціалісти, менеджери — 13,2 %, освіта, охорона здоров'я та соціальна допомога — 13,2 %.